# 전라고등학교
전라고등학교(全羅高等學校)는 대한민국 전북특별자치도 전주시 덕진구 송천동1가에 있는 공립 고등학교이다.

## 학교 연혁
- 1967년 9월 5일 : 전라중ㆍ고등학교 설립 기성회 발족
- 1967년 12월 29일 : 전라중ㆍ고등학교 설립인가 (15학급)
- 1968년 3월 28일 : 전라중ㆍ고등학교 개교 (5학급, 학생 242명)
- 1968년 4월 20일 : 초대 황염규 교장 부임
- 1970년 1월 20일 : 전라중ㆍ고등학교 중ㆍ고 분리
- 1971년 1월 12일 : 제1회 졸업 (221명)
- 1974년 5월 18일 : 인후동 신축교사 준공 이전
- 1984년 2월 10일 : 송천동 1가 137-25로 교사 신축 이전
- 2008년 3월 28일 : 『전라고 40년사』 발간
- 2014년 2월 6일 : 교지(가람) 제14호 복간
- 2023년 12월 27일 : 제54회 281명 졸업(총 졸업생 22,163명 배출)
- 2024년 3월 1일 : 제18대 정인덕 교장 부임

## 학교 위치
- 1974년 5월 18일 ~ 1984년 2월 9일 : 덕진구 심방죽로 24 (인후동1가 / 現 전주전라초등학교)
- 1984년 3월 2일 ~ (현재) : 덕진구 솔내7길 25 (송천동2가)

## 참고 자료
- 전라고등학교 - 한국교육학술정보원 학교알리미